# 正丙醇胺
正丙醇胺是一種有機化合物，其示性式為HOCH2CH2CH2NH2。正丙醇胺在常溫常壓下為無色液體，並且為最簡單的丙醇胺類。